# 1487 en Angleterre
Chronologie de l'Angleterre
- 1483
- 1484
- 1485
- 1486
- 1487
- 1488
- 1489
- 1490
- 1491

Cette page concerne l'année 1487 du calendrier julien.

## Naissances en 1487
- 25 janvier : Rhys Mansel, shérif du Glamorgan
- Date inconnue : Hugh Latimer, évêque de Worcester

## Décès en 1487
- 1er juin : Ralph Greystoke, 5e baron Greystoke
- 16 juin : 
  - John de la Pole, 1er comte de Lincoln
  - Henry Bodrugan, chevalier
  - Thomas Broughton, chevalier
  - Robert Harrington, chevalier
  - Martin Schwartz, mercenaire
- 30 septembre : John Sutton, 1er baron Dudley
- Date inconnue :
  - Gilbert Banester, compositeur
  - William Calow, homme de loi
  - William FitzAlan, 9e comte d'Arundel
  - John Hothby, compositeur
  - Francis Stourton, 4e baron Stourton (en)